# Free (OSI)
Free è il secondo album discografico in studio del gruppo musicale statunitense OSI, pubblicato nel 2006.

## Tracce
1. Sure You Will – 3:46
2. Free – 3:22
3. Go – 4:16
4. All Gone Now – 5:15
5. Home Was Good – 5:03
6. Bigger Wave – 4:32
7. Kicking – 3:53
8. Better – 4:06
9. Simple Life – 4:00
10. Once – 6:38
11. Our Town – 3:20

## Formazione
- Kevin Moore - voce, tastiere
- Jim Matheos - chitarra, tastiere
- Mike Portnoy - batteria
- Joey Vera - basso (tracce 1,2,4,6,7)